# AT-L
Il trattore d'artiglieria leggero AT-L e il successivo modello migliorato AT-LM erano mezzi cingolati per il traino di artiglierie, sviluppati dall'URSS per sostituire i precedenti M 2 ed entrati in servizio nel 1953.

## Descrizione
Il trattore AT-L aveva l'aspetto di un autocarro su cingoli, con il cofano che sporgeva anteriormente rispetto alla cabina di guida, che poteva ospitare 3 uomini, nel tetto era aperta una botola, per poter usare armi leggere stando all'interno del veicolo. La parte posteriore era completamente aperta e rappresentava il vano di carico, capace di trasportare fino a 2000 kg di carico utile.
Il motore era un diesel YaMZ-240VKr a 4 cilindri, raffreddato ad acqua con una potenza dichiarata di 350 CV. Il sistema di movimentazione si basava su cingoli, con sei ruote portanti, ruota anteriore, ruota di rinvio e tre ruotini tendicingolo. Le sospensioni erano a barre di torsione.
Il successivo modello AT-LM aveva il sistema di movimentazione completamente revisionato, con cinque ruote portanti gommate di grande diametro e senza ruotini tendicingolo.
Entrambi i modelli potevano essere muniti di lama apripista per apprestare le postazioni di tiro dei pezzi.

## Prestazioni
Le prestazioni fuori strada erano notevoli, con una capacità di superamento di pendenze fino al 50% (45°) e di muovere con pendenze laterali del 20%, era capace di guadare 0,6 m senza preparazione, di superare un ostacolo verticale di 0,6 ed una trincea di 1 m.

## Impiego
I trattori erano destinati a trainare i mortai pesanti (da 160 o 240 mm), i cannoni da 122 mm e gli obici da 152 mm.
Entrambi i modelli furono impiegati dagli eserciti del patto di Varsavia e furono esportati in Egitto e Siria, quindi parteciparono alle guerre arabo-israeliane nel 1967 e nel 1973.